# Müller Busreisen
Die Müller Busreisen GmbH ist ein Unternehmen für Verkehrsdienst- und Reisebüroleistungen in Langenwolmsdorf bei Stolpen im Landkreis Sächsische Schweiz-Osterzgebirge in Sachsen.
Von 1969 bis 1987 wurden gemeinsam mit der Fritz Fleischer KG eigene Reisebusse hergestellt.

## Geschichte
Das Unternehmen wurde 1945 als Firma Walter Müller gegründet. Sein einziges Fahrzeug war damals ein Lastkraftwagen, der auf Holzvergaser umgerüstet wurde und Waren für die Versorgung der Bevölkerung transportierte. Gemeinsam mit seinem Sohn Harry Müller, der nach der Lehre im väterlichen Betrieb angefangen hatte, rüstete der Firmengründer die Ladefläche des LKWs für den Personentransport um und führte damit Ausflugsfahrten durch. Da sich dies zu einem Erfolg für das Unternehmen entwickelte, wurden als Ergänzung zwei alte Busse gekauft, aufgearbeitet und ebenfalls im Ausflugsverkehr eingesetzt. Ab 1969 kamen selbstentwickelte Busse zum Fuhrpark hinzu, die bis 1990 im Einsatz blieben.
Bis 1990 wurden in erster Linie Ausflugsfahrten und Busreisen zu Ausflugszielen in der DDR durchgeführt. Die Busse bekamen dabei vom Unternehmen Namen wie Burgstadt Stolpen oder Gräfin Cosel. Dieses Angebot wurde überwiegend durch Vereine und Betriebe aus der Umgebung genutzt. Dabei wurden bereits sowohl Ein- als auch Mehrtagesfahrten angeboten. Zusätzlich führte das Unternehmen auch Fahrten im Berufsverkehr des Kombinats Fortschritt Landmaschinen durch.
Mit der Wende wurden 1990 zwei neue Busse gekauft und das Unternehmen in die Müller Busreisen GmbH umgewandelt. Im Jahr 1997 wurde der drei Jahre zuvor erworbene und neugebaute Betriebshof bezogen.
2017 starb Senior-Chef Harry Müller. Im Jahr 2019 wurde die Müller Busreisen GmbH von der Verkehrsbetriebe Bachstein GmbH übernommen und im Zuge dessen der Reisebusverkehr eingestellt.

## Gegenwart
Anfang 2019 ist die Verkehrsbetriebe Bachstein GmbH 100-prozentiger Gesellschafter der Müller Busreisen GmbH. Somit gehört MBR als lokales Unternehmen mit etwa 45 Beschäftigten in den Bereichen Fahrdienst, Werkstatt und Verwaltung zur Unternehmensgruppe der „BusGruppe“, die mehr als 1000 Mitarbeiter umfasst sowie über 600 Omnibusse zum Fuhrpark zählt.

## Geschäftsbereiche

### Fahrzeugherstellung
Nach den Erfahrungen mit der Aufarbeitung von alten Bussen wurde in Kooperation mit der Geraer Firma Fleischer ein eigener Reisebus entwickelt. Maßgeblich an der Entwicklung beteiligt war dabei Harry Müller mit eigenen Zeichnungen und Entwürfen, vor allem im Bereich der Fahrgestelle. Es entstand ein Bus mit freitragender Karosserie mit Bodengruppe und Heckantrieb. Für den Bau wurden in erheblichem Maße Bauteile des DDR-Lkws IFA W50 verwendet, die später teilweise durch ungarische Ikarus-Bauteile ersetzt wurden.
Verschiedene private Busunternehmen nutzten diese Busse. Müller stellte im Mai 1987 das letzte Mal einen Fleischer-Bus in Dienst. Andere Unternehmen kauften die Busse auch noch später. Müller baute bis 1987 auf Basis der Fleischer-Fahrwerke diese Busse selbst. Der letzte Bus blieb bis 1990 im Unternehmen.

### ÖPNV
Müller Busreisen betreibt zehn Regionalbuslinien innerhalb des VVO. Diese gehen hauptsächlich von Dresden-Bühlau und Stolpen aus und ergänzen die Liniennetze anderer Anbieter wie der Dresdner Verkehrsbetriebe (DVB) oder des Regionalverkehrs Sächsische Schweiz-Osterzgebirge. Die Linien 98A, 98B und 98C wurden am 1. Oktober 2010 von der Firma Hochlandexpress übernommen. Diese Linien des Dresdner Busverkehrs im Schönfelder Hochland werden als Subunternehmen im Auftrag der DVB betrieben.

## Liniennetz
| Linie | Verbindung                                                                      |
| ----- | ------------------------------------------------------------------------------- |
| 98A   | Weißig – Gönnsdorf – Pappritz – Niederpoyritz                                   |
| 98B   | Weißig – Schönfeld – Rockau – Cunnersdorf – Niederpoyritz                       |
| 98C   | (Weißig –) Schönfeld – Borsberg                                                 |
| 226   | Pirna – Lohmen – Dürrröhrsdorf-Dittersbach – Schönfeld – Dresden-Bühlau         |
| 228   | Rossendorf – Eschdorf – Reitzendorf – Malschendorf – Schönfeld – Dresden-Bühlau |
| 229   | Dresden-Bühlau – Rossendorf                                                     |
| 232   | Helmsdorf – Stolpen – Heeselicht – Langenwolmsdorf                              |
| 233   | Wilschdorf – Dürrröhrsdorf – Elbersdorf – Porschendorf – Dürrröhrsdorf          |
| 234   | Pirna – Dürrröhrsdorf-Dittersbach – Stolpen – Neustadt                          |
| 265   | Stolpen – Lauterbach – Langenwolmsdorf – Stolpen                                |